# Niptus abditus
Niptus abditus là một loài bọ cánh cứng trong họ Ptinidae. Loài này được Brown miêu tả khoa học năm 1959.